# Hernando Socarrás
Hernando Socarrás (Bogotá, Colombia, en 1945-Bogotá, el 12 de julio de 2020) fue un poeta colombiano. Pariente del psiquiatra y escritor José Francisco Socarras. Fue coordinador del Taller de Escritores, El Canto de la Cabuya, en 1981 fue ganador del Concurso Nacional de Poesía “Awasca” y del Festival de Poesía Regional de la Universidad de Córdoba. Autor de obras como: Un solo aquello (1980); Trapecios (1981);  Piel imagina (1987); Sin manos de atar  (1989); Que la tierra te sea leve (1992); Cántico hechizo (1992); Acaso doy voz (1996); Saloa (1996); Viento agua  (2010-2011); Arco que reservo (2015); Ser de paso (2015);  El fuego de los nacimientos y Antología (2016).